# Fabulosos Calavera
Fabulosos Calavera es el octavo álbum de estudio del grupo argentino Los Fabulosos Cadillacs. Así como el predecesor, Rey azúcar, esta producción fue grabada en Nasáu, las Bahamas, entre octubre de 1996 hasta mayo de 1997, y fue publicada oficialmente el 28 de julio del mismo año. 
Con respecto a su sonido, es considerado el disco más arriesgado y experimental del grupo, y es quizás el más oscuro en cuanto al contenido de sus letras, tratando temáticas que se reiteran en las canciones como la muerte, el diablo, calaveras, etc. Aún con eso, nada les impidió a los Cadillacs obtener disco de oro y platino en la remasterización del mismo, también fue ganador del Grammy al "Mejor disco latino" y "Disco de oro".

## Historia

### Antecedentes y grabación
Tras más de una década capitalizando éxitos y giras por todo el continente, la banda liderada por Vicentico toma un atajo de exploración en su carrera. La génesis de este material estuvo signada por la salida de su guitarrista y fundador Aníbal “Vaino” Rigozzi, a mediados de 1996. En su lugar Ariel Minimal toma el dominio de las seis cuerdas. Así fue que este nuevo y joven integrante le daría un nuevo impulso a la agrupación para el desarrollo de Fabulosos Calavera. La banda, que se había hecho conocer como fieles exponentes del ska y la salsa, incorpora en esta producción elementos fusionados del hardcore, jazz y tango.
Si bien para los fanes en un comienzo fue una sorpresa no fácil de digerir, con el paso del tiempo Fabulosos Calavera fue posicionándose como uno de los discos más innovadores de la década. De los trece temas que integran el álbum, el primer corte de difusión fue el "El muerto". La letra oscura, y de corte existencial, se acopla con ritmo de salsa y arreglos de guitarras distorsionadas. El videoclip de “El Muerto” reproduce un backstage de un ensayo musical. En una habitación se ven a los integrantes junto con sus mujeres embarazadas e hijos pequeños jugando entre cables y parlantes. La textura de la imagen algo descolorida da sensación de calidez y familiaridad. No cabe duda de que estas imágenes representan el grado de madurez y profesionalidad al que habían llegado como agrupación.

### El premio de grabar con Blades
El track número ocho “Calaveras y diablitos” también fue otro de los cortes de difusión. Esta canción reproduce un sonido reggae añejo con coros sutiles que acompañan en todo momento a un tempo sereno. Como segunda voz figura la cantante puertorriqueña Mimi Maura que complementa de maravillas la vocalización de Vicentico. En el tema rumbero, “Hoy lloré canción” participa como invitado el maestro Rubén Blades. Con Fabulosos Calavera la banda  obtuvo el premio Grammy al mejor disco latino y un disco de oro.

## Recepción
La revisión de Allmusic por parte de Victor W. Valdivia galardonó el álbum con 4 estrellas declarando que "podría decirse que es el trabajo más centrado, seguro de sí mismo de su carrera, Fabulosos Calavera muestra la incorporación de guitarras de rock pesado que jamás han jugado en su habitual mezcla de ska, reggae, caribe, y ritmos latinos... las canciones tienen excelente relaciones interpersonales, no parece haber ninguna grasa o piezas ajenas en cualquiera de las 13 pistas del álbum. "Surfer Calavera" mezcla thrash, funk, reggae, y voces armónicas... Más bien que ser molestos, sin embargo, tales cambios estilísticos realzan la energía y destacan los contrastes emocionales de la música... Fabulosos Calavera demuestra que es posible divertirse y dar a los oyentes mucho que masticar emocional. 12 años de su carrera, su registro más exitosos".

## Sencillos
Los cortes del disco fueron "Surfer Calavera", "Sabato"  (en homenaje al escritor Ernesto Sabato), "Piazzolla" (en homenaje al músico Astor Piazzolla), "Calaveras y Diablitos" (junto a Mimi Maura, cantante de origen puertorriqueño) y "Hoy Lloré Canción" (con el famoso músico de salsa panameño Rubén Blades), donde se siente una gran influencia rítmica de la música latina. La letra y música de "Sabato", escritas por Flavio Cianciarulo, están inspirada en la obra Sobre héroes y tumbas y en ella se narran pasajes del libro. La historia, de casi cinco minutos, tiene como epicentro el parque Lezama.

## Lista de canciones
| Fabulosos Calavera | |                                |          |  |
| N.º                | Título | Escritor(es)                   | Duración |  |
| 1.                 | «El muerto» | Cianciarulo                    | 4:05     |  |
| 2.                 | «Surfer calavera» | Ciacianrulo                    | 4:34     |  |
| 3.                 | «El carnicero de giles/Sueño» | Fernández Capello, Cianciarulo | 3:39     |  |
| 4.                 | «Sabato» | Cianciarulo                    | 4:40     |  |
| 5.                 | «Howen» | Ricciardi                      | 2:29     |  |
| 6.                 | «A amigo J.V.» | Fernández Capello              | 5:05     |  |
| 7.                 | «Hoy llore canción» | Cianciarulo, Rubén Blades      | 4:00     |  |
| 8.                 | «Calaveras y diablitos» | Cianciarulo                    | 4:22     |  |
| 9.                 | «Il pajarito» | Fernández Capello              | 3:17     |  |
| 10.                | «Niño diamante» | Fernández Capello              | 5:59     |  |
| 11.                | «Piazzolla» | Cianciarulo                    | 4:20     |  |
| 12.                | «Amnesia» | Rotman                         | 2:27     |  |
| 13.                | «"A.D.R.B (en busca eterna)" Termina en 6:02; hay un silencion entre 6:02 y 7:03; después comienza la canción "Surfer Calavera (Radio Edit)" y después "Howen (Radio Edit)" y se acaba.» | Fernández Capello              | 13:00    |  |

## Músicos
- Vicentico – voz
- Flavio Cianciarulo – bajo
- Ariel Minimal – guitarra
- Mario Siperman – teclados
- Fernando Ricciardi – batería
- Sergio Rotman – saxofón alto
- Daniel Lozano – trompeta y fliscorno
- Fernando Albareda – trombón
- Gerardo Rotblat – percusión

### Músicos adicionales
- Rubén Blades - voz en "Hoy Lloré Canción"
- Mimi Maura - voz en "Calaveras y diablitos"